# Marie Temin
Marie Temin (* 24. Juli 1992 in Nizza) ist eine französische Tennisspielerin.

## Karriere
Temin begann mit fünf Jahren das Tennisspielen und bevorzugt Sandplätze. Sie spielt überwiegend auf Turnieren der ITF Women’s World Tennis Tour, bei denen sie bislang einen Einzel- und zwei Doppeltitel gewinnen konnte.

## Turniersiege

### Einzel
| Nr. | Datum           | Turnier  | Kategorie   | Belag | Finalgegnerin       | Ergebnis |
| --- | --------------- | -------- | ----------- | ----- | ------------------- | -------- |
| 1.  | 1. Oktober 2017 | Hammamet | ITF $15.000 | Sand  | Isabella Schinikowa | 6:4, 6:0 |

### Doppel
| Nr. | Datum            | Turnier  | Kategorie   | Belag | Partnerin         | Finalgegnerinnen                                        | Ergebnis |
| --- | ---------------- | -------- | ----------- | ----- | ----------------- | ------------------------------------------------------- | -------- |
| 1.  | 15. Oktober 2016 | Hammamet | ITF $10.000 | Sand  | Joséphine Boualem | Inês Murta Federica Prati                               | 6:2, 6:4 |
| 2.  | 16. März 2019    | Tabarka  | ITF W15     | Sand  | Vinciane Remy     | Ana Lantigua de la Nuez Almudena Sanz-Llaneza Fernandez | 6:4, 6:4 |